# 岡村貢
岡村 貢（おかむら みつぎ、1836年5月25日（天保7年4月11日） - 1922年（大正11年）1月7日）は、明治期の政治家、実業家。第十三大区長、南魚沼郡長、衆議院議員。法師温泉創業者。その生涯から「上越線の父」と言われている。田中角栄が最も尊敬した郷土の先達と言われる。幼名は大次郎。

## 略歴
- 1836年5月25日[注釈 1]（天保7年4月11日[3]） - 越後国魚沼郡 （現：新潟県南魚沼市）塩沢組下一日市（しもひといち）村の大割元（大庄屋）の家に生まれる（屋号：玉城屋）。岡村家は郡内随一の豪農で、年貢米は年間三千俵、明治初年の地価総額は約3万円、群馬県まで他人の土地を踏まずに歩けたという[4]。
- 1868年（慶応4年） - 戊辰戦争・越後口の戦いで三国峠を越えてきた官軍の兵によって幕府側に加担した疑いで父・清右衛門と共に身柄を拘束されるが、二人の身を案じて解放を求める組内の庄屋たちと母コンの必死の請願によって解放される。その際、官軍の大将よりその身をもって一生涯を民と社会のために尽くすよう激励される[2]。
- 1871年（明治4年） - 柏崎県第四大区長。
- 1872年（明治5年） - 法師温泉を創業。
- 1873年（明治6年） - 新潟県第十三大区長。
- 1877年（明治10年） - 上野の博覧会で新橋から「陸蒸気」に乗る。
- 1879年（明治12年）4月28日 - 南魚沼郡長。小学校や病院、金融機関の設立、道路・河川の改修などに邁進[5]。
- 1882年（明治15年） - 明治維新による社会の大きな変貌を目の当たりにし、公職での経験から鉄道時代の到来を見据え、郷土の発展のためには何よりも交通の発達が必要不可欠と考えるようになる。東京からまっすぐに新潟を目指す鉄道を敷設することを思い立ち、活動に専念するため郡長を辞職[6]。
- 1883年（明治16年） - 坂戸城跡の「道宗塚」を有志と共に再建（『南魚沼郡誌』）。
- 1886年（明治19年）[4] - 土樽村の村長・南雲喜之七の元を訪れ、運動への参加を呼び掛ける。南雲らと県境一帯を歩き、建設ルートの確定に奔走。
- 1887年（明治20年） - 「上越鉄道会社設立事務所」を開設（企業勃興、第一次私鉄ブーム）。新潟と長岡で鉄道大会を開催。世論を呼び起こし、意見書を政府に提出。工学士の佐分利一嗣を招き、三国峠案・蓬峠案・清水峠案それぞれの検証を行った結果、蓬峠案を有力とする。
- 1890年（明治23年） - 鉄道敷設免許を申請したが却下。
- 1891年（明治24年） - 隧道延長や勾配等について修正した計画を作成し、再度申請したが、再び却下。
- 1892年（明治25年） - 鉄道敷設法の第一期線として「新潟県下直江津又ハ群馬県下前橋若ハ長野県下豊野ヨリ新潟県下新潟及新発田ニ至ル鉄道」が定められる。
- 1893年（明治26年） - 上記のルートについて鉄道会議で議論が行われた結果、上越線案は建設予定路線の候補から外れる。
- 1894年（明治27年） - 国政の場で上越線の必要性を訴えるべく、衆議院議員に立候補し、当選（立憲改進党、新潟県第7選挙区）。第7回帝国議会に「予定鉄道線路中私設鉄道会社ニ敷設許可ノ件ニ関スル法律」（明治27年法律第13号）の修正案を提出するも否決。以後官製での敷設の働きかけに限界を感じ、民間での敷設を目指すようになる。
- 1895年（明治28年） 6月 - 計画の沿線住民ら177人が参加した「上越鐵道会社」を資本金500万円で起こし、前橋 - 長岡の鉄道敷設免許を申請。
- 1896年（明治29年）4月10日 - 鉄道技師の沢重之を中心に本格的調査を開始（11月10日まで）。調査期間中の7月に仮免状が下付。この時の調査図面が法師温泉「長寿館」に伝わる。
- 1897年（明治30年） - 日清戦争後の物価高騰を受けて本格着工前に増資が必要な事態となり、大隈重信宛に陳情書を送る。
- 1900年（明治33年）4月 - 本免状が下付。
- 1901年（明治34年） - 不況の煽りを受けての資金不足や、組織内部での方向性を巡る対立などもあり、上越鉄道会社が立ち行かなくなり、解散。本免状を返還。先祖伝来の家産の大部分を投じた事業だったが、成就せず、手を引くことを決める。その後、志を継いだ南雲らが運動を継続。
- 1917年（大正6年）10月 - 政府が上越線建設に向けて本格的なルート調査を開始。
- 1918年（大正7年）2月 - 上越線（「群馬県下高崎ヨリ新潟県下長岡ニ至ル鉄道」）を含む鉄道敷設法の改正案（大正7年法律第12号）が衆議院を通過し、国営（鉄道省直轄事業）での建設が決定。ただちに前橋と長岡から着工する。
- 1920年（大正9年）11月1日 - 上越北線の1期工事として宮内 - 東小千谷間が開通。貢は開業式に来賓として招かれて参列し祝辞を述べた。85歳。
- 1922年（大正11年）1月7日 - 死去。上越線にかけた87年の生涯を閉じた。
- 1925年（大正14年）11月1日 - 石打駅が上越北線（第6期）の駅として開業。
- 1929年（昭和4年）12月29日 - 全長9,702メートルの清水トンネル（清水隧道）が貫通。
- 1931年（昭和6年）9月1日 - 上越線全線開通。岡村貢の後継者、南雲喜之七に鉄道省建設局長から感謝状が贈られる。12月、石打駅前に立像が建立。戦争末期に銅供出のため撤去、戦後1961年（昭和36年）12月に再建。台座の揮毫は田中角栄による。
- 2022年（令和4年）9月3日 - 南魚沼市立石打小学校にて上越線開通90周年記念式典（岡村貢翁没後100年・南雲喜之七翁没後86年記念顕彰会）が開催[7]。レリーフが越後湯沢駅のコンコースに置かれる。

## 「岡村翁を讃う」
昭和６年には、以下のような歌が小学校で合唱されたという。

光り輝く文化の花は　上越線をば開通せしむ
花も蒔かずば咲かれもすまい　蒔いた父こそ岡村貢
明治十余のその昔より　清水、三国の草踏みわけて
一生涯と全財産を　捧げて祈る涙の跡よ